# Jacques Auguste Anne Léon Le Clerc de Juigné
Pour les articles homonymes, voir Le Clerc et Juigné.
Jacques Auguste Anne Léon Le Clerc (Paris, 8 août 1774 – Paris, 7 mai 1850), vicomte, puis comte Auguste de Juigné, est un militaire et parlementaire français des XVIIIe et XIXe siècles.

## Biographie
Émigré avec sa famille en 1791, il fut aide de camp de son père pendant la campagne de 1792, et devint officier au régiment de Mortemart en 1794.
À la première Restauration, il fut envoyé, en qualité de commissaire extraordinaire du roi Louis XVIII, dans la 7e division militaire, par ordonnance de Monsieur (Charles, comte d'Artois, lieutenant général du royaume), datée du 22 avril 1814. Il fut nommé à son retour officier supérieur des gendarmes de la Garde avec rang de major (1er juillet). Leclerc de Juigné reçut le brevet de colonel de cavalerie le 25 juillet de la même année, puis la croix de l'ordre royal et militaire de Saint-Louis le 20 août suivant.
À la seconde Restauration, il devint président du collège électoral de l'arrondissement de Bourbon-Vendée (auj. La Roche-sur-Yon) le 26 juillet 1815 et fut nommé colonel de la légion  des gardes nationales de Seine-et-Oise le 12 octobre suivant.
Président du 2e collège électoral de la Loire-Inférieure (Saint-Philbert), il fut élu, le 1er octobre 1821, député de cet arrondissement électoral, contre M. Bertrand de Geslin, et fut réélu, le 26 février 1824, contre M. Dupuis aîné . À la Chambre, il siégea jusqu'au 5 novembre 1827 dans la majorité ministérielle.
Nommé gentilhomme honoraire de la chambre du roi depuis le 9 janvier 1824, il devint maréchal de camp peu après[réf. à confirmer].

## Titres
- Vicomte de Juigné, puis,
- Comte Auguste de Juigné (à la mort de son frère aîné en 1819).

## Distinctions
- Chevalier de Saint-Louis (25 août 1814) ;

## Ascendance et postérité
Charles Marie Le Clerc était le plus jeune des fils de Jacques Gabriel Louis Leclerc (° 1727 † 1807), marquis de Juigné, chevalier de Saint-Louis (1757), ministre plénipotentiaire en Russie (1774), lieutenant-général (1780), député aux États généraux de 1789, et de Claude-Charlotte Thiroux de Chammeville (° 12 mai 1743 - paroisse Saint-Jean-en-Grève, Paris † 29 août 1827 - Paris), dame de Brétigny-sur-Orge (quelle apporte en dot lors du mariage), dame du palais surnuméraire de Marie-Antoinette (1785-1789), fille de Philibert Thiroux (1686-1770), seigneur de Chammeville.
Il avait trois frères :
1. Charles Philibert Gabriel Le Clerc (1762-1819), 2e marquis de Juigné, émigré (1791), pair de France, marié avec Marie Louise Charlotte de Bonnières de Souastre ( † 1792), sans postérité ;
2. Charles Marie Le Clerc (° 10 mai 1764 - Paris † 11 janvier 1826 - Berlencourt-le-Cauroy), comte puis 3e marquis de Juigné (1819), lieutenant des gendarmes écossais, émigré, colonel à l'armée des Princes, pair de France (1823) ;
3. Anne Léon Antoine Le Clerc (1767-1846), comte de Juigné, émigré (1791), officier étranger, colonel de Légion de la Seine (1815), marié avec Anne Marie Adélaïde de Séran, dont une fille.

- Auguste de Juigné avait épousé, le 10 juin 1816, Antoinette-Louise de Durfort (née en 1779), veuve d'André-Hector-Marie de Galard, comte de Béarn-Brassac (1778-1806), et fille d'Étienne-Narcisse, comte de Durfort (1753-1837), pair de France, lieutenant-général des armées du roi, ancien capitaine des gendarmes de la Garde, gouverneur de la 6e division militaire, grand-croix de l'ordre royal et militaire de Saint-Louis, et de Henriette Étiennette Claude Denise Thiroux de Montsauge (1761-1823). Le 2 juillet 1816, le Roi et la famille royale signèrent son contrat de mariage[2] avec la comtesse de Béarn. De cette union, il eut un fils[7]
  - Charles Étienne Gustave Le Clerc de Juigné (Paris, 15 juin 1825 - Paris, 13 octobre 1900), comte Gustave de Juigné, propriétaire et homme politique.